# 犯罪拼圖
《犯罪拼圖》（韓語：크라임 퍼즐），為韓國Olleh TV、seezn於2021年10月29日起上線播出的原創電視劇，由同名人氣網路漫畫所改編。此劇為韓國KT集團在同年成立大型內容公司 Studio Genie後，與旗下Studio 329共同推出的首部原創電視劇，邀請在電視劇《如實陳述》中因縝密導演而獲得好評的金尚勛導演，以及以電影《代立軍》展現強大敘事力量的崔鍾吉作家，共同攜手打造，備受影視圈矚目。
此劇講述因坦白殺人而將自己送入監獄的犯罪心理學家韓勝民（尹啟相飾）和他的前女友兼負責調查官、揭露事件背後的刑警柳熙（高我星飾），透過十次調查，兩人在監獄高牆內外雙軌追緝真相，如拼圖般逐漸將緊密交織的真相拼湊起來，是一部追擊真相、不斷反轉的驚悚連續劇。
韓國Olleh TV、seezn於2021年10月29日起每週五上線公開兩集。電視首播由韓國Sky頻道於11月1日起，每週一、二晚間10:30播出。

## 演員陣容

### 主要人物
| 演員   | 角色   | 介紹 |
| 尹啟相 | 韓勝民 | 擁有天才頭腦和敏銳洞悉力的犯罪心理學家，性格嚴苛，毫不猶豫就能冷嘲熱諷說出傷人的話。20多歲時就透過犯罪心理相關論文的發表，一舉躋身世界級犯罪心理學家行列，也是警察大學的明星教授，但他卻自首殺了安林市長、同時也是前女友父親的柳興民，被判處15年徒刑入監服刑。將自己丟進監獄的他，心中有一個不為人知「大圖」，他用身體在獄中展開殊死肉搏戰。和既是前女友也是弟子的柳熙以及親如兄弟的刑警，展開一場熾熱的心理遊戲。 |
| 高我星 | 柳熙   | 安林市長柳興民的女兒及安林警察署犯罪側寫師，就讀警察大學時聽了時任教授韓勝民的課後決定走上側寫師的道路，為此負笈海外研讀犯罪心理。回國後和韓勝民發展為戀人關係，就在交往一週年當天父親柳興民遭到殺害，戀人韓勝民卻投案自首，一夕之間她的人生崩塌。不相信戀人是犯人的她，為了揭開隱藏的真相，果斷進入監獄與韓勝民進行十次側寫調查，以天生的直覺，將破碎的事實一塊一塊拼湊起來，她將面對難以置信的意外真相。         |
| 尹敬浩 | 金判浩 | 安林署資深刑警，柳熙的主管，也是她的最佳幫手，具有火熱的氣質的推土機般的刑警，同時也是韓勝民的摯友。 |

### 安林署
| 演員   | 角色   | 介紹                                                                                                 |
| 禹康民 | 裴成弼 | 安林署刑警。雖然經常把不滿掛在嘴邊，但是相當有責任感。看起來吊兒郎當，卻是比誰都認真穿梭在現場。     |
| 徐智慧 | 朴秀彬 | 安林署刑警、重案組老么。擁有少女感性的秀彬是最能同理柳熙傷痛的人，她守護在深陷混亂和悲傷的柳熙身邊。 |

### 柳熙家
| 演員   | 角色   | 介紹 |
| 鄭東煥 | 柳賢一 | 巨星營造集團（Geosung Construction）的會長。柳熙的爺爺。他是受人尊敬的慈善家，八十大壽當天立下遺囑預備將遺產全部捐給慈善機構而遭殺害。 |
| 趙德賢 | 柳興民 | 安林市市長。柳熙的父親。推測被韓勝民殘忍殺害，被發現時懸吊在報廢的橋墩上。                                                             |
| 李鉉傑 | 柳興秀 | 安林市最大幫派的首領。柳興民的弟弟、柳熙的叔叔。                                                                                       |

### 安林市人物
| 演員   | 角色   | 介紹 |
| 權秀賢 | 車昇材 | 安林地方檢察廳檢察官。他擁有堅韌不屈的心態，身為檢察官的自尊心和出仕慾望比誰都強烈，並且明目張膽地顯露。       |
| 宋善美 | 朴貞河 | 私人社交俱樂部代表。為達目的不擇手段，冷酷、毫無慈悲的人物。她以華麗的口才和社交技術打入了政界、商界人士之中。 |
| 吳超熙 | 徐美珍 | 朴貞河的得力助手，實質負責解決俱樂部重要事務的人。                                                             |
| 陳素妍 | 韓妍珠 | 為貧困者爭取權利，不計代價工作的律師。                                                                         |

### 安林監獄
| 演員     | 角色   | 介紹                                                         |
| 金雷夏   | 金寬豪 | 安林監獄所長                                                 |
| 禹賢     | 趙成洙 | 安林監獄的無期徒刑犯，與韓勝民簽訂危險的契約。               |
| 尹鍾碩   | 金敏載 | 安林監獄的醫務科長                                           |
| 文原柱   | 韓文浩 | 安里監獄的一名囚犯。趙成洙的左右手，曾是扒手，也是打架能手。 |
| （保留） | 1669   | 安里監獄的一名神秘囚犯                                       |
| 金興銖   | 姜大勛 | 安里監獄的囚犯，在獄中也能殺人的惡徒。                       |